# Area (afvalbedrijf)
Area is een afvalverwerkingsbedrijf in zuidoost Drenthe.
Area werd opgericht door de gemeentes Coevorden, Emmen en Hoogeveen, en is  werkzaam in deze 3 gemeenten. De organisatie heeft de volgende taken: 
- verstrekken van afvaladvies
- voorlichting aan scholen en burgers
- verzamelpunten voor diverse afvalstromen
- ophaaldienst van huishoudelijk afval
- beheer openbare ruimten

Area is gevestigd in Emmen en beheert milieustraten in Coevorden, Emmen, Hoogeveen en Zweeloo.